# Fontpedrós
El Fontpedrós és una muntanya de 2.241 metres que es troba al municipi de les Valls de Valira, a la comarca de l'Alt Urgell.